# Idona beameri
Idona beameri är en insektsart som beskrevs av Young 1952. Idona beameri ingår i släktet Idona och familjen dvärgstritar.
Artens utbredningsområde är Kalifornien. Inga underarter finns listade i Catalogue of Life.